# 1718
Năm 1718 (số La Mã MDCCXVIII) là một năm thường bắt đầu vào thứ bảy trong lịch Gregory (hoặc một năm thường bắt đầu vào thứ ba của lịch Julius chậm hơn 11 ngày).

## Sinh
11/3: Kế Hoàng hậu Ô Lạp Na Lạp thị

## Mất
- 30 tháng 11 – Vua Karl XII của Thụy Điển (s. 1682)